# Nastanek gena de novo
Nastanek gena de novo je proces, s katerim se nov gen razvije iz nekodirajoče DNK. Geni de novo predstavljajo podmnožico novih genov in lahko kodirajo beljakovine ali namesto tega delujejo kot geni RNK. Procesi, ki urejajo nastanek de novo genov niso dobro razumljeni, čeprav obstaja več modelov, ki opisujejo možne mehanizme nastanka de novo genov.
Čeprav se nastanek de novo gena lahko zgodi kadarkoli v evolucijski zgodovini organizma, je starodavne dogodke nastanka de novo gena težko zaznati. Večina dosedanjih študij de novo genov se je tako osredotočila na mlade gene, tipično taksonomsko omejene gene (TOG), ki so prisotni v eni sami vrsti ali liniji, vključno s tako imenovanimi geni sirotami, opredeljenimi kot geni, ki nimajo prepoznavnih homologov v sosednjih taksonih. Pomembno pa je opozoriti, da vsi geni sirote ne nastanejo de novo, temveč se lahko pojavijo tudi z dokaj dobro opredeljenimi mehanizmi, kot sta podvajanje genov (vključno z retropozicijo) ali horizontalni prenos genov, ki mu sledi divergenca zaporedja ali cepitev/fuzija genov, kot je prikazano v zgornji shemi.
Čeprav je bil nastanek de novo gena nekoč obravnavan kot zelo neverjeten pojav, je bilo v zadnjih letih opisanih več primerov in nekateri raziskovalci domnevajo, da bi lahko nastanek de novo gena igral pomembno vlogo pri evolucijski inovaciji, morfološki specifikaciji in prilagoditvi organizmov.